# Ekoms
株式会社ekoms（エコムス）は、日本の音楽プロダクションである。代表取締役はサクライケンタ。

## 沿革
2013年8月1日設立。サクライの個人事務所「アトリエ・シレンシオ」が法人化。
設立当初はいずこねこが所属していたが、2014年8月末をもって活動終了。ただし、映画『世界の終わりのいずこねこ』（2015年3月7日公開）関連に限り続行。
2014年7月8日、横浜アリーナでのBiS解散ライブにて、サクライプロデュースでコショージメグミを中心としたグループ（仮称「book house girl」）を結成することを発表。
2014年11月5日、Maison book girlが活動開始。同月初ライブを実施。
2016年3月27日、サクライプロデュースによるクマリデパートの結成を発表。4月にデビュー。
2018年9月、大森靖子が「共犯者」として結成したZOCのマネージメントを担当。
2019年4月1日、元HAMIDASYSTEMのAMEBA、SODA、FLAMEがekomsに移籍、クロスノエシス結成。プロデュースはHAMIDASYSTEMから引き続きsayshineが担当。なお、sayshineはサクライのアシスタントも務める。
2019年9月30日、ekoms所属4組による「エコムスフェス」を開催。
2020年7月8日、ZOCのマネージメントを終了。
2020年12月21日、ekoms所属3組による「エコムスフェス2020」を中野サンプラザにて開催。
2021年3月20日、元ZOC・香椎かてぃがKATYに改名、ekomsに所属。
2021年5月30日、Maison book girl活動終了。
2021年7月10日、金子理江がIlie名義での活動開始。
2021年10月 「香椎かてぃ」率いるガールズバンドHazeのマネージメントを担当。
2023年4月、戦慄かなの、香椎かてぃのユニット「悪魔のキッス」を株式会社drownと共同マネージメント及びプロデュースを開始。
2024年7月、クロスノエシス以来およそ5年ぶりとなる5人組アイドルグループdiig(ディグ)の結成、デビューを発表。

## 所属アーティスト
- クマリデパート
- KATY
- Haze
- 悪魔のキッス（株式会社drownと共同運営）
- diig

### 過去
- いずこねこ
- ZOC
- Maison book girl
- Ilie（金子理江）
- クロスノエシス